# Curba tensiune–alungire

Curba tensiune–alungire a unui oțel cu conținut redus de carbon

În inginerie și rezistența materialelor curba tensiune–alungire, cunoscută și drept curba caracteristică, a unui material este relația dintre tensiune și alungire (deformația specifică). Se obține prin aplicarea treptată a sarcinii pe o epruvetă și măsurarea deformației (lungirii), din care se pot determina tensiunea și alungirea. Aceste curbe dezvăluie multe dintre proprietățile unui material, cum ar fi modulul lui Young, limita de curgere⁠(d) și rezistența la rupere⁠(d).

## Definiție
În general, curbele care reprezintă relația dintre tensiune și alungire în orice formă de deformare pot fi considerate curbe de sarcină–deformare. Tensiunea și deformația pot fi longitudinale, transversale sau mixte și pot fi, de asemenea, uniaxiale, biaxiale sau triaxiale, eventual se pot modifica în timp. Forma de deformare poate fi de întindere, compresiune, de forfecare (inclusiv torsiune) etc. Dacă nu este menționat altfel, curbele de sarcină–deformare se referă la relația dintre solicitarea normală axială și deformarea normală axială a materialelor, măsurate într-o încercare la tracțiune.

## Tensiunea și alungirea în ingineria mecanică
Se consideră o bară cu aria secțiunii transversale A0 care este supusă la două forțe coliniare, egale și opuse, F, trăgând de capetele barei astfel încât bara să fie sub tensiune. Materialul este supus unei solicitări definite prin raportul dintre forță și aria secțiunii transversale a barei, precum și o alungire axială. Ecuațiile corespunzătoare pentru tensiune, respectiv alungire sunt:
{\displaystyle \sigma ={\frac {F}{A_{0}}}}
{\displaystyle \varepsilon ={\frac {L-L_{0}}{L_{0}}}={\frac {\Delta L}{L_{0}}}}
unde L este lungimea barei. Indicele 0 indică dimensiunile inițiale ale eșantionului. 

Diferența între curbele tensiune–alungire convențională și reală

Unitatea SI pentru tensiune este newton pe metru pătrat sau pascali (1 pascal = 1 Pa = 1 N/m2), iar alungirea este adimensională. Curba tensiune–alungire pentru acest material este trasată prin întinderea probei (epruvetei) și înregistrarea variației tensiunii cu alungirea până la ruperea probei. Prin convenție, alungirea este reprezentată pe axa orizontală, iar tensiunea pe axa verticală. Convențional, se presupune că aria secțiunii transversale a materialului nu se modifică pe parcursul întregului proces de deformare. Acest lucru nu este adevărat, deoarece aria reală va scădea în timpul deformării din cauza deformării elastice și plastice. Curba determinată considerând secțiunea transversală constantă pe durata încercării se numește curba tensiune–alungire convențională (curba caracteristică convențională), în timp ce curba bazată pe aria instantanee a secțiunii transversale se numește curba tensiune–alungire reală (curba caracteristică reală). Cu excepția cazului în care se menționează altfel, acest caz de tracțiune este cel utilizat în general.

## Zone
În imaginea de la începutul articolului sunt indicate câteva zone ale curbei tensiune–alungire pentru un oțel cu conținut redus de carbon.

### Zona de proporționalitate
Prima este zona de proporționalitate. Tensiunea este proporțională cu alungirea, adică respectă legea lui Hooke liniară, la care panta este modulul lui Young. În această zonă materialul suferă doar deformări elastice. Sfârșitul zonei este punctul de început a deformării plastice. Componenta tensiunii din acest punct este definită drept limita de curgere.

### Zona de curgere
Urmează o zonă în care deși alungirea crește, tensiunile nu cresc, apărând palierul de curgere. Cauza este alunecarea planelor rețelei cristaline sub forma benzilor Lüders, ceea ce duce la apariția deformărilor permanente.

### Zona de întărire
În continuare în rețeaua cristalină apar tot mai multe neregularități, care împiedică alunecarea planelor, astfel că materialul se întărește, fenomen numit ecruisare. Această zonă începe când tensiunile depășesc limita de curgere și durează până la un punct în care forța aplicată este maximă, punct care caracterizează rezistența la rupere a materialului.

### Zona de gâtuire
Ultima este zona de gâtuire. Dincolo de punctul corespunzător rezistenței la rupere se formează o gâtuire a secțiunii transversale a probei, aria sa locală devenind semnificativ mai mică decât a restului probei. Deformarea secțiunii gâtuite este neuniformă, apar mici goluri care concentrează tensiunile pe arii mici. Urmarea este scăderea rapidă a secțiunii și ruperea acolo a materialului. Deși forța aplicată scade și ecruisarea progresează, tensiunea reală crește. Curba reală tensiune–alungire este crescătoare pe toată durata încercării, până la rupere. Însă deoarece în aplicațiile inginerești se folosește doar zona de proporționalitate, unde secțiunea transversală scade foarte puțin, deci curbele convențională și reală practic se suprapun, în inginerie curba reală nu prezintă importanță. Curba convențională este cea ridicată experimental și furnizează toate datele care prezintă interes.

## Clasificare

Comparație între curbele tensiune–alungire pentru materiale fragile și ductile

În funcție de caracteristicile curbelor efort–deformare ale diferitelor grupuri de materiale, ele se pot împărți în două mari categorii: materialele ductile și materialele fragile (casante).

### Materiale ductile
Materialele ductile, cum ar fi oțelul moale folosit în construcții metalice și multe alte metale, se caracterizează prin capacitatea lor de a curge la temperaturi normale. De exemplu, oțelul cu conținut redus de carbon prezintă în general o relație foarte liniară între tensiune și deformație până la un punct de curgere bine definit. Porțiunea liniară a curbei este zona elastică, iar panta acestei regiuni este modulul lui Young (modulul de elasticitate longitudinal). În continuare fenomenele se produc cum au fost descrise anterior. Apariția gâtuirilor afectează stabilitatea structurilor. Totuși, micile neregularități care produc concentrarea tensiunilor determină mici deformații în domeniul plastic, ceea ce determină întărirea și stabilitatea structurii. Depășirea rezistenței la rupere duce la gâtuirea locală pronunțată și ruperea locală.
Există modele pentru materialele ductile, bazate pe relația Ramberg–Osgood. Această ecuație este ușor de implementat și necesită doar modulul lui Young, limita de curgere, rezistența și alungirea la rupere a materialului.

### Materiale fragile
Materialele fragile, de exemplu fontă, sticlă și piatră, se caracterizează prin faptul că ruperea are loc fără nicio modificare prealabilă observabilă a vitezei de alungire înainte de a se rupe.
Materialele fragile, cum ar fi betonul sau fibrele de carbon, nu au un punct de curgere bine definit și nu se întăresc prin deformare. Prin urmare, rezistența la rupere și cea din momentul ruperii sunt aceleași. Materialele fragile tipice, cum ar fi sticla nu prezintă nicio deformare plastică și se rup în timp ce deformarea este elastică. Una dintre caracteristicile unei defecțiuni fragile este că cele două părți rupte pot fi reasamblate pentru a obține aceeași formă ca componenta originală, deoarece nu există o gâtuire ca în cazul materialelor ductile. O curbă tipică tensiune–alungire pentru un material fragil va fi liniară. Pentru unele materiale, cum ar fi betonul, rezistența la tracțiune este neglijabilă în comparație cu rezistența la compresiune și pentru multe aplicații din inginerie se presupune că este zero. Fibrele de sticlă au o rezistență la întindere mai mare decât oțelul, dar de obicei un bloc de sticlă nu o are. Acest lucru se datorează defectelor microscopice ale materialului. Pe măsură ce dimensiunea eșantionului devine mai mare, crește și dimensiunea probabilă a celui mai mare defect, care determină de fapt rezistența.